# Skitjärnen, Dalarna
Skitjärnen (även kallad Skitjärn) är en sjö i Hedemora kommun i Dalarna och ingår i Dalälvens huvudavrinningsområde. Sjön har en area på 0,129 kvadratkilometer och ligger 166,2 meter över havet.

## Delavrinningsområde
Skitjärnen ingår i det delavrinningsområde (668258-152227) som SMHI kallar för Ovan Svedieån. Medelhöjden är 142 meter över havet och ytan är 13,69 kvadratkilometer. Räknas de 8 avrinningsområdena uppströms in blir den ackumulerade arean 61,56 kvadratkilometer. Norsån (Garpenbergsån) som avvattnar avrinningsområdet har biflödesordning 2, vilket innebär att vattnet flödar genom totalt 2 vattendrag innan det når havet efter 124 kilometer. Avrinningsområdet består mestadels av skog (71 procent) och jordbruk (16 procent). Avrinningsområdet har 0,28 kvadratkilometer vattenytor vilket ger det en sjöprocent på 2 procent. Namnet kommer sig av att samhällena runt sjön lät avloppet rinna rätt ut i vattendraget.